# Eleição municipal de Aparecida de Goiânia em 2016
A eleição municipal de Aparecida de Goiânia ocorreu em 2 de outubro de 2016 para eleger um prefeito, um vice-prefeito e vinte e cinco vereadores para a administração da cidade, com a possibilidade de um segundo turno em 30 de outubro. O prefeito titular era Maguito Vilela, filiado ao PMDB, que não pôde concorrer à reeleição. As movimentações pré-campanha ocorreram num contexto de crise política envolvendo um pedido de impeachment do segundo mandato da presidente Dilma Rousseff, do PT.
Gustavo Mendanha, candidato do PMDB, que já foi eleito vereador duas vezes e ocupou o cargo de presidente da Câmara Municipal de Aparecida de Goiânia, assumiu a prefeitura da cidade após ser eleito com 59,99% dos votos válidos.

## Antecedentes
De 2012 à 2016, o município de Aparecida de Goiânia teve como prefeito Maguito Vilela do Partido do Movimento Democrático Brasileiro (PMDB), cujo venceu a eleição do ano de 2012 com 128.877 votos (63.98% dos votos válidos).

## Eleitorado
O eleitorado foi composto por 280.849 eleitores, com 19.786 votos nulos e 9.720 votos brancos.

## Campanha
Aparecida de Goiânia é a segunda cidade de Goiás com maior colégio eleitoral. No segundo semestre de 2016, foram oficializados pelo Tribunal Regional Eleitoral (TRE) os candidatos à prefeitura e os 585 ao cargo de vereador. Em 16 de agosto, foi permitida a veiculação de propaganda eleitoral destinada à eleição municipal.
Além disso, a propaganda eleitoral gratuita foi transmitida pelas redes televisivas de Goiás: TV Anhanguera, Record Goiás, TV Serra Dourada, TV Goiânia e TV Brasil Central.

## Candidatos
|  | Nº | Candidato a prefeito | Candidato a prefeito     | Candidato a vice-prefeito | Candidato a vice-prefeito | Coligação                                                                                                | Coligação |
|  | -- | -------------------- | ------------------------ | ------------------------- | ------------------------- | --- | --------- |
|  | 15 |                      | Gustavo Mendanha (PMDB)  |                           | Veter Martins (SD)        | "Para Aparecida Seguir Avançando" (PMDB, SD, DEM, PR, PDT, PHS, PTC, PMB, PCdoB, PSD, PT, PSC, PRP, PPL) |           |
|  | 40 |                      | Marlúcio Pereira (PSB)   |                           | William Ludovico (PTB)    | "Aparecida Merece Mais" (PSB, PTB, PPS, PRTB, PRB)                                                       |           |
|  | 45 |                      | Professor Alcides (PSDB) |                           | Silvio Benedito (PP)      | "Avança Aparecida" (PSDB, PP, PMN, PTdoB, PV, PEN, PTN, PROS, REDE, PSL, PSDC)                           |           |

## Coligações proporcionais
| Coligação                                           | Partidos                                |
| --------------------------------------------------- | --------------------------------------- |
| Aparecida Daqui pra Melhor                          | PHS e PSD                               |
| Juntos Seremos Fortes                               | PMB e PSC                               |
| O Progresso Continua                                | PR e PDT                                |
| Avança Aparecida 2                                  | PSDB e PP                               |
| Avança Aparecida 3                                  | PSDC e PSL                              |
| Avança Aparecida 4                                  | PTN e REDE                              |
| Unidos Pela Vitória                                 | PT e SD                                 |
| Aparecida de Goiânia, Cidade Sustentável - PV e PEN | PV e PEN                                |
| Aparecida Merece Mais                               | PSB, PTB, PPS e PRB                     |
| Sem coligação                                       | DEM, PCdoB, PMDB, PROS, PRP, PRTB e PTC |

## Pesquisas
| Data       | Instituto | Marlúcio Pereira (PSB) | Professor Alcides (PSDB) | Gustavo Mendanha (PMDB) | Brancos e Nulos | Indecisos |
| ---------- | --------- | ---------------------- | ------------------------ | ----------------------- | --------------- | --------- |
| 22/08/2016 | Serpes    | 22,6%                  | 21,0%                    | 20,6%                   | 16,8%           | 19,4%     |

## Vereadores eleitos
| Nome                           | Partido | Número | Quantidade de Votos | Porcentagem |
| ------------------------------ | ------- | ------ | ------------------- | ----------- |
| Gilsao Meu Povo                | PMDB    | 15015  | 3584                | 1.72%       |
| Edilson                        | PMDB    | 15500  | 3321                | 1.60%       |
| Araújo                         | PPS     | 23456  | 2974                | 1.43%       |
| Gleison Flavio                 | PMDB    | 15369  | 2840                | 1.36%       |
| Arnaldo Leite                  | PMDB    | 15234  | 2714                | 1.30%       |
| Ataides Neguinho               | PSDB    | 45789  | 2709                | 1.30%       |
| Almeidinha Esse Voce Conhece   | PMDB    | 15123  | 2652                | 1.27%       |
| Vilmarzin                      | PMDB    | 15456  | 2536                | 1.22%       |
| Andre Fortaleza                | PRTB    | 28765  | 2400                | 1.15%       |
| Pastor Cláudio Nascimento      | PRB     | 10123  | 2271                | 1.09%       |
| Willian Panda                  | PC do B | 65123  | 2194                | 1.05%       |
| Hilario                        | PSB     | 40456  | 2176                | 1.05%       |
| Moura                          | PT      | 13615  | 2087                | 1.00%       |
| Erivelton Contador             | PSDC    | 27007  | 1912                | 0.92%       |
| Valdemir Souto                 | PR      | 22500  | 1767                | 0.85%       |
| Fabio Ideal                    | PSC     | 20650  | 1763                | 0.85%       |
| Isaac Martins                  | PR      | 22123  | 1760                | 0.85%       |
| Nascimento                     | DEM     | 25258  | 1758                | 0.84%       |
| Meinha Amigo do Povo           | PSDC    | 27660  | 1541                | 0.74%       |
| Rosildo                        | PP      | 11233  | 1537                | 0.74%       |
| Lelis Pereira da Casa de Ração | DEM     | 25555  | 1268                | 0.61%       |
| Mazinho do Madre Germana       | SD      | 77900  | 1239                | 0.60%       |
| Pastor Joao Santana            | PRP     | 44123  | 1192                | 0.57%       |
| Edinho                         | PSDC    | 27345  | 1080                | 0.52%       |
| Leandro da Pamonharia          | PV      | 43119  | 1000                | 0.48%       |